# George H. Gay Jr.
George Henry Gay Jr., (1917-1994) fue un piloto de combate de la especialidad de avión torpedero, de la Armada de los Estados Unidos, integrante de la escuadrilla VT8 del portaviones USS Hornet en el frente del Pacífico durante la Segunda Guerra Mundial. Durante la Batalla de Midway en junio de 1942, Gay Jr., fue el único sobreviviente de su grupo aéreo conformado por 15 aviones.

## Biografía
George H. Gay Jr., nació en Waco, Texas en 1917, asistió a la escuela tanto en Austin como en Houston antes de inscribirse en el Colegio Técnico Agrícola y Mecánico de Texas, posteriormente la Universidad de Texas A&M. 
En el periodo previo a la entrada de los Estados Unidos a la Segunda Guerra Mundial, Gay Jr., se interesó en enrolarse como piloto en el Ejército de los Estados Unidos, pero fue rechazado por razones médicas; no perdió el entusiasmo y logró ser admitido como piloto en la Armada de los Estados Unidos en 1941 graduándose como alférez en septiembre de 1941.
Se formó como piloto de un obsoleto Douglas TBD Devastator del arma de torpederos y pasó a formar parte de la escuadrilla VT-8 cuyo comandante era John C. Waldron.
Él y su unidad estaban a bordo del portaaviones USS  Hornet en abril de 1942 cuando el teniente coronel James H. Doolittle lanzó su incursión a territorio japonés. Una semana más tarde, el USS Hornet llegó a Pearl Harbor para unirse al USS Enterprise como parte de la Task Force 16 para participar en la Batalla de Midway.
Una poderosa fuerza de portaaviones de la Armada Imperial Japonesa atacó las islas Midway el 4 de junio de 1942. Esta fuerza estaba comandada por vicealmirante Chuichi Nagumo y realizó un ataque a tierra esa misma fecha. Sus aviones de exploración fallaron en la detección del enemigo por problemas técnicos.
El USS Hornet, el USS Yorktown y el USS Enterprise lanzaron ataques mientras los portaaviones japoneses preparaban sus aviones para un segundo ataque a Midway. Los bombarderos en picado del Hornet no pudieron localizar sus objetivos, pero 15 aviones del escuadrón Torpedo VT 8 sin cobertura de cazas, encontraron el objetivo, la formación de portaaviones japonesa y comenzaron sus ataques a los tres portaaviones visibles (el Hiryū  estaba cubierto por nubes).
Se enfrentaron a una sólida fuerza de cobertura de cazas enemigos alrededor de 5 km desde los portaaviones japoneses y una formidable barrera antiaérea. Fue una auténtica masacre, los atacantes americanos fueron derribados uno a uno mientras trataban de llegar a los objetivos, murieron 14 pilotos y 15 artilleros.

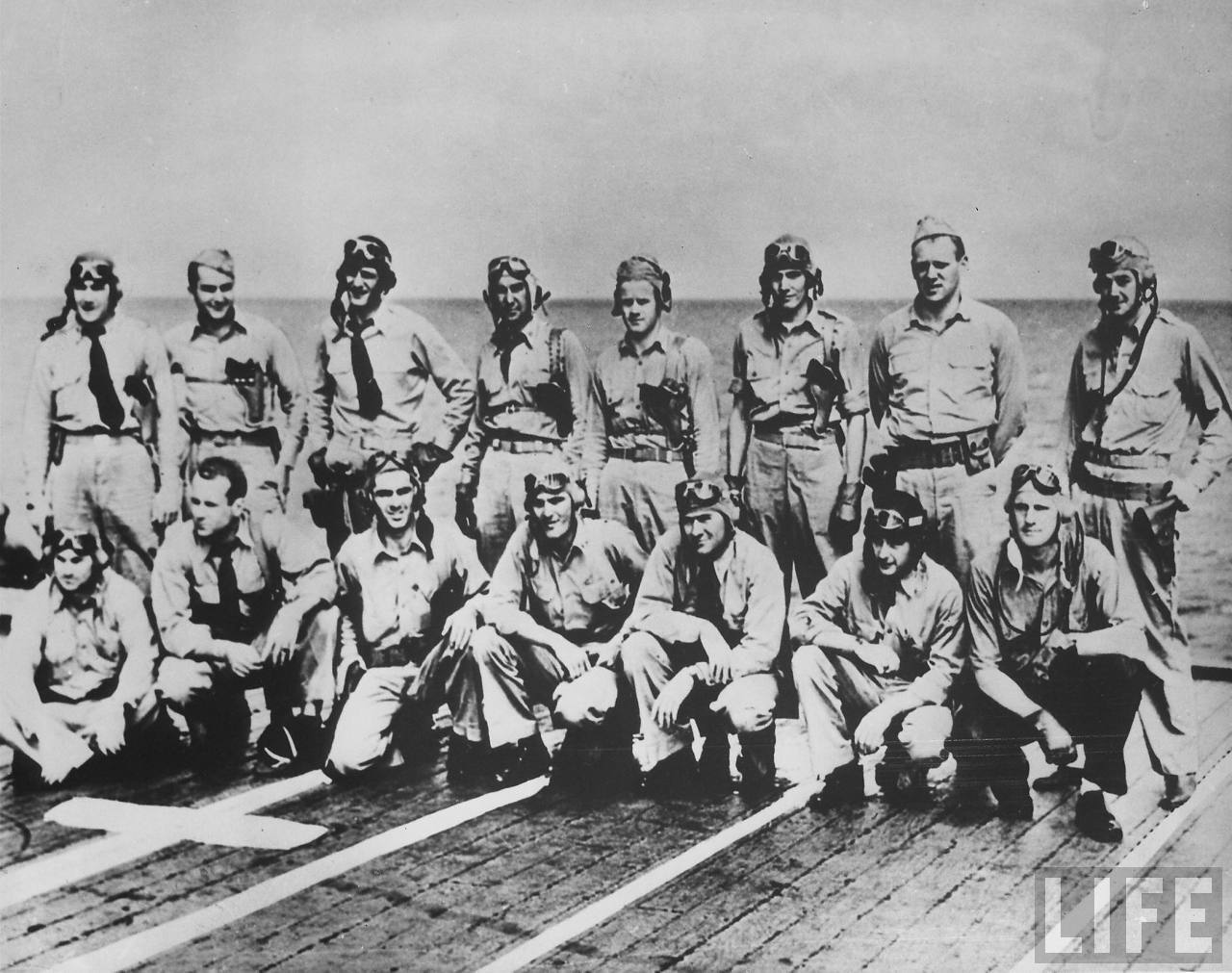
Pilotos del escuadrón VT-8 del USS Hornet: George H.Gay Jr., es el cuarto piloto de rodillas en la foto.

El avión de John C. Waldron se lanzó contra los tres portaviones avistados, George H.Gay Jr., atacó el portaviones Sōryū, pero fue derribado junto a la totalidad de la escuadrilla VT-8 por la efectiva defensa antiaérea y la cobertura de cazas, el avión de Gay Jr., fue alcanzado por la batería antiaérea después de lanzar su torpedo, el artillero y radio operador, USS Robert K. Huntington (DD-781) (21), fue muerto por un zero mientras repelía a los cazas japoneses y amarizó intacto frente a los grandes portaaviones japoneses, ya en el agua, fue atacado por zeros rasantes y se tuvo que ocultar bajo su bolsa de flotación. Gay Jr., fue un obligado testigo de la siguiente fase de la batalla y presenció en primera fila la mayor batalla de portaaviones en la historia, no menos de 80 cazas americanos fueron derribados por la efectiva cobertura aérea y la artillería japonesa. De los 41 aviones torpederos que fueron lanzados de los portaaviones estadounidenses, sólo volvieron seis.
Después del anochecer, Gay sintió que era seguro inflar su balsa salvavidas. Fue rescatado por un hidroavión PBY Catalina de la armada después de pasar más de 30 horas en el agua. Más tarde, Gay Jr., fue transferido al USS Vincennes (que llegó a Pearl Harbor el 28 de junio de 1942), antes de ser trasladado a casa. De los treinta pilotos y técnicos de radio del escuadrón, Gay fue el único superviviente confirmado. El cuerpo de Robert K. Huntington fue declarado irrecuperable.  
Más tarde, Gay se reunió con el almirante Chester W. Nimitz y confirmó la destrucción de tres portaaviones japoneses que había presenciado: Akagi , Kaga y  Sōryū. Apareció en la portada de la edición del 31 de agosto de 1942 de la revista Life.
Después de Midway, Gay Jr., participó en la Campaña de Guadalcanal con el escuadrón Torpedero VT-11 y luego se convirtió en instructor de vuelo de la marina.
Fue galardonado con las medallas: Cruz de la Armada y el Corazón Púrpura por sus acciones en combate en Midway.

### Posguerra
Después de la Segunda Guerra Mundial, Gay pasó más de 30 años como piloto comercial de Trans World Airlines. A menudo daba conferencias sobre sus experiencias en Midway y escribió el libro Sole Survivor .
En 1975 se desempeñó como consultor en el set de la película bélica llamada, La batalla de Midway. Asistió a la ceremonia de desmantelamiento del USS Midway el 11 de abril de 1992.
En mayo de 1994, Gay fue incluido en el Salón de la Fama de la Aviación de Georgia.
El 21 de octubre de 1994, Gay murió de un infarto al corazón en un hospital de Marietta, Georgia.  Su cuerpo fue incinerado y sus cenizas esparcidas en el lugar donde su escuadrón el VT-8 había lanzado su fatídico ataque en Midway en 1942.

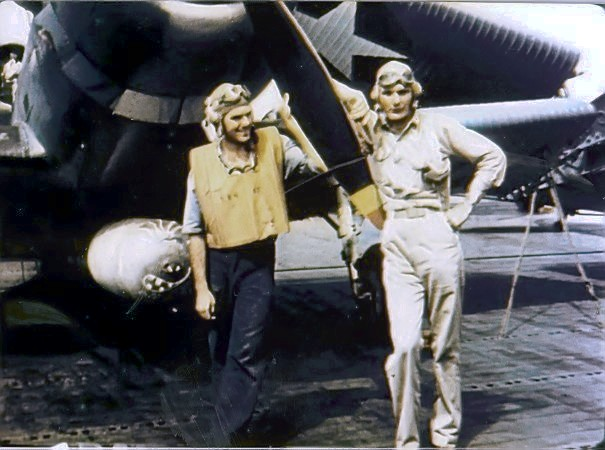
El alférez George H. Gay Jr., (derecha), único sobreviviente del grupo TBD Devastator del escuadrón VT-8, frente a su avión con su artillero de cola George Arthur Field, mientras estaban en el Hornet en el Mar del Coral, mayo de 1942.